# Italo Ghersi
Italo (Antonio Clelio Italo) Ghersi (Genova, 14 ottobre 1861 – Chiavari, 14 agosto 1925) è stato un ingegnere e scrittore italiano.
Fu autore di numerosi manuali tecnici e matematici tra la fine dell'Ottocento e gli inizi del Novecento.

## Biografia
Italo Ghersi si laureò nel 1883 presso la Regia Scuola Superiore Navale di Genova.
Nel 1883 e nel 1884 il suo nome era citato tra i principali risolutori di problemi scacchistici in un concorso del periodico «Nuova Rivista degli Scacchi».
Nel 1887 venne nominato «assistente di geometria proiettiva collo stipendio di lire 1000» presso l'Università di Genova; nel 1891 vi era indicato ancora con lo stesso ruolo. Fu membro della Società Ligustica di Scienze Naturali e Geografiche nel 1890 e nel 1891, ma non negli anni successivi.
Nel 1895 era indicato come docente «al disegno di geometria proiettiva» alla Regia Scuola Navale Superiore e «assistente alla Cattedra Disegno» al Regio Istituto Tecnico; era anche insegnante alla Scuola Tecnica di Sampierdarena ed era assistente universitario del prof. Lanero, ma fu costretto alle dimissioni per «una forma di psicopatia per la quale, specialmente in tram, commettevo atti offensivi per le signore».
Si trasferì a Milano con la moglie Luisa Costa (dalla quale ebbe tre figli) e dal 1897 iniziò a pubblicare manuali di diversa natura per la casa editrice Hoepli come unica attività. A causa degli scarsi guadagni, si dedicò a vari espedienti per migliorare la propria situazione, ma senza successo.

### La simulazione del suicidio
La sera del 12 agosto 1902 simulò il proprio suicidio a Leggiuno sul Lago Maggiore, lasciando un cappello e un biglietto e inviando alcune lettere a parenti e amici, compreso l'editore Ulrico Hoepli. Il suo scopo era di far incassare alla moglie l'assicurazione sulla vita, ma la società assicurativa rifiutò di pagare per il mancato ritrovamento del cadavere.
Dopo diverse peregrinazioni sotto falso nome in Italia e all'estero, si rifugiò a Diano Marina; per mancanza di denaro e dopo alcune perdite al casinò di Monte Carlo, si diede alla falsificazione di monete d'oro; i marenghi erano però di pessima qualità e facilmente identificabili, perciò nel gennaio 1905 a Monte Carlo fu subito arrestato per spaccio di monete false. Condannato a un anno di prigione nel carcere di Nizza, dopo sei mesi fu accompagnato alla frontiera e in Italia fu arrestato per la fabbricazione delle monete false e venne così scoperto il falso suicidio.
Ghersi, dichiaratosi malato, fu esaminato da Enrico Morselli e da Cesare Lombroso; il primo lo dichiarò «irresponsabile di ogni suo atto, perché anormale ereditario» e il secondo «un cleptomane soggetto ad eccessi di pazzia, mancante di ogni affettività» e ne consigliò il ricovero in manicomio. Al termine del processo del 1907 fu condannato a 3 anni e 4 mesi, a 50 lire di multa e a 3 anni di sorveglianza.

### Il ritorno alla Hoepli e gli ultimi anni

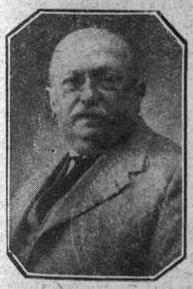
Foto pubblicata da La Domenica del Corriere con il necrologio

Attorno al 1911 tornò a pubblicare manuali Hoepli e nel 1913 realizzò il volume Matematica dilettevole e curiosa, la sua opera più famosa che ebbe varie riedizioni.
Nel novembre del 1913 fu nuovamente arrestato come «imputato per un atto contro la decenza», ma al processo per direttissima fu assolto.
Dal 1916 pubblicò quasi esclusivamente revisioni di manuali precedenti (anche di altri autori).
Dal 1919 si trasferì da Milano a Chiavari, dove morì nel 1925.

## Opere

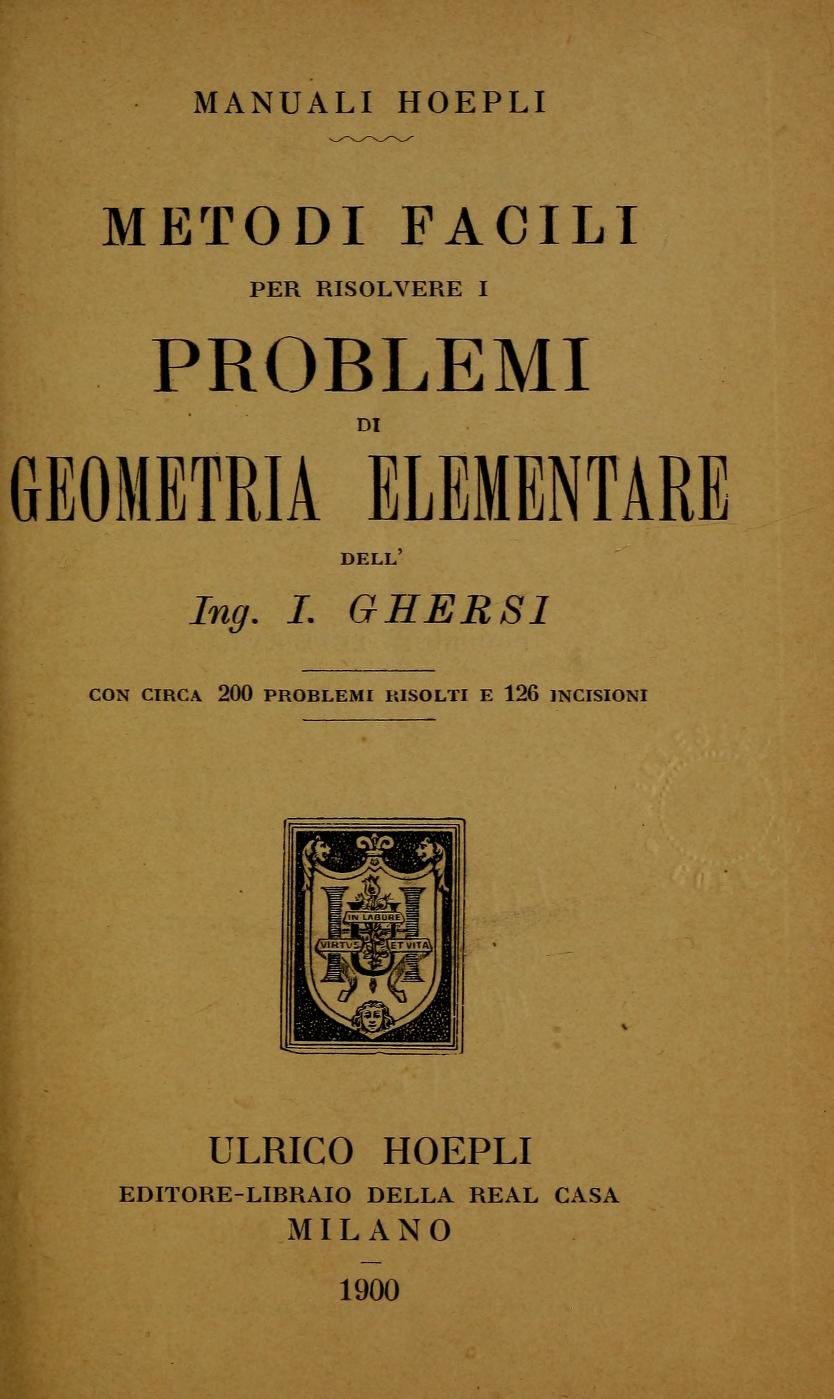
Frontespizio di un volume di Italo Ghersi

Le informazioni per le prime edizioni sono tratte dal Catalogo Hoepli fino al 1914.
L'elenco è probabilmente incompleto perché durante il processo del 1907 lo stesso Ghersi dichiarò di aver pubblicato, soprattutto nei primi anni, anche «sotto finto nome».
- I. Ghersi, Leghe metalliche ed amalgame: alluminio, nichelio, metalli preziosi e imitazioni, bronzo, ottone, monete e medaglie, saldature, 1ª ed., Hoepli, 1897, SBN PUV0325188. (1911 2ª ed.; 1926 3ª ed.)
- I. Ghersi, Piccole industrie : Scuole e Musei industriali, industrie agricole e rurali, industrie manifatturiere ed artistiche, 2ª ed., Hoepli, 1898, SBN CUB0306701. La prima edizione era del prof. A. Errera. (1911 3ª ed.; 1926 4ª ed.)
- I. Ghersi, Metallocromia: colorazione e decorazione dei metalli per via chimica ed elettrica, 1ª ed., Hoepli, 1898, SBN CUB0306699. (1914 2ª ed.)
- I. Ghersi, Galvanostegia: nichelatura, argentatura, doratura, ramatura, metallizzazione, 1ª ed., Hoepli, 1898, SBN CUB0306695. (1901 2ª ed.)
- I. Ghersi, Ricettario industriale: procedimenti utili nelle arti, industrie e mestieri, 1ª ed., Hoepli, 1898, SBN PUV0354744. (1900 2ª ed.; 1903 3ª ed.; 1906 4ª ed.; 1910 5ª ed.; 1915 6ª ed.; 1919 7ª ed.; 1921 8ª ed.)
- I. Ghersi, 500 Giochi semplici dilettevoli di fisica chimica pazienza e abilita eseguibili in famiglia con 520 incisioni intercalate nel testo, Hoepli, 1899, SBN UBO0237308.
- I. Ghersi, Ricettario domestico (con 2340 ricette e 48 incisioni), 1ª ed., Hoepli, 1899, SBN LO10182770. (1901 2ª ed.)[18]
- I. Ghersi, Metodi facili per risolvere I problemi di geometria elementare, 1ª ed., Hoepli, 1899, SBN CUB0306700. (1913 2ª ed.; 1925 3ª ed.)
- I. Ghersi, Manuale del ciclista, 2ª ed., Hoepli, 1900, SBN PAR1202266. Edizione rifatta dal Manuale di A. Galante
- I. Ghersi, Conti e calcoli fatti: 93 tabelle ed istruzioni pratiche sul modo di usarle, Hoepli, 1900, SBN CUB0306711.
- I. Ghersi, Prontuario delle monete, pesi e misure inglesi ragguagliate col Sistema metrico decimale, 1ª ed., Hoepli, 1901, SBN CUB0306731. (1922 2ª ed.)
- I. Ghersi, Imitazioni e succedanei nei grandi e piccoli prodotti industriali, Hoepli, 1903, SBN CUB0306717.
- A. Linone, Metalli preziosi, Hoepli, 1904, SBN NAP0230443. Pubblicato sotto pseudonimo nel periodo in cui era creduto morto.[10]
- I. Ghersi, 700 Giochi ed esperienze dilettevoli e facili di fisica, chimica, storia naturale e e matematica eseguibili in famiglia, 1ª ed., Hoepli, 1911, SBN RMS2657674.
- I. Ghersi, Ricettario dell'elettricista, Hoepli, 1912, SBN CUB0306733.
- I. Ghersi, Matematica dilettevole e curiosa : problemi bizzarri, paradossi algebrici, 1ª ed., Hoepli, 1913, SBN ANA0018649. (1921 2ª ed.; 1929 3ª ed.; 1951 4ª ed.)
- I. Antonio Ghersi, Ricettario per piccole industrie, in Almanacco italiano, 1914,  pp. 425-435.
- I. Ghersi, Guida dell'inventore : consigli, istruzioni e norme generali, con 830 temi proposti agli inventori : leggi sui brevetti, nazionali ed estere, giurisprudenza, tasse, 1ª ed., Hoepli, 1915, SBN NAP0232096]. (1927 2ª ed.)
- G. Belluomini, Manuale dell'operaio : raccolta di cognizioni utili ed indispensabili agli operai tornitori, fabbri, calderai, fonditori di metalli, bronzisti, aggiustatori, meccanici e lavoranti in metalli preziosi, 8ª ed., Hoepli, 1916, SBN TSA1387850. Edizione riveduta ed aumentata da I. Ghersi. (1925 9ª ed.)
- I. Ghersi, Prodotti e procedimenti nuovi nelle industrie : materiali naturali e artificiali, succedanei, surrogati, imitazioni, Hoepli, 1916, SBN RMS0025646.
- G. Belluomini, Falegname ed ebanista, 6ª ed., Hoepli, 1919, SBN TSA1387850. Edizione diligentemente riveduta ed ampliata dall'ing. I. Ghersi. (1923 7ª ed.)
- A. Castoldi, Il liquorista. 2000 ricette e procedimenti pratici per la composizione e fabbricazione dei liquori, 4ª ed., Hoepli, 1921, SBN CUB0171124. Edizione rimodernata a cura di I. Ghersi. (1925 5ª ed.)
- G. Belluomini, Prontuario del peso dei metalli usuali, 3ª ed., Hoepli, 1921, SBN NAP0232919. Edizione aumentata e diligentemente rivista per cura dell'ing. I. Ghersi.
- F. Werth, Galvanizzazione e galvanostegia, 4ª ed., Hoepli, 1922, SBN LIA0071788. Edizione completamente rifatta a cura dell'ing. I. Ghersi.
- F. Werth, La galvanoplastica in rame, argento, oro, nichelio, ferro, cobalto, piombo, stagno, zinco, 3ª ed., Hoepli, 1923, SBN LIA0060056. Edizione completamente rifatta a cura dell'ing. I. Ghersi.
- I. Ghersi, Chimica dell'operaio. Nozioni di chimica teorica ed applicata alle industrie, Hoepli, 1923, SBN NAP0233205.
- I. Ghersi, Meraviglie, ardimenti e curiosità della tecnica moderna, Hoepli, 1928, SBN RMS0142066.

In alcuni cataloghi e indici si notano varianti nel nome in forma abbreviata come "S. Ghersi" e soprattutto "J. Ghersi" nei cataloghi di lingua inglese; quest'ultima forma è utilizzata anche nell'edizione francese Recueil pratique de recettes utiles (1948).